# Brytyjska Imperialna Kompania Wschodnioafrykańska

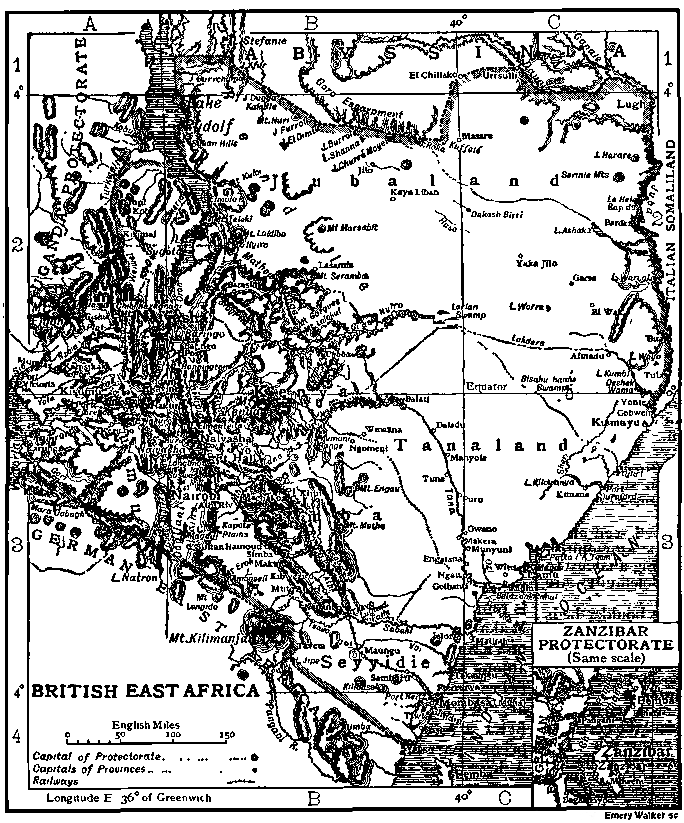
Mapa Brytyjskiej Afryki Wschodniej z 1911 roku

Brytyjska Imperialna Kompania Wschodnioafrykańska (ang. Imperial British East Africa Company) – brytyjska kompania handlowa, która administrowała Brytyjską Afryką Wschodnią. Kompania została założona w 1885 roku, po zakończeniu Konferencji Berlińskiej. Kierował nią  Sir William Mackinnon przy wsparciu ze strony rządu brytyjskiego. Większość działań kompanii skupiała się wokół Mombasy oraz wybrzeża. Kompania okazała się mało efektywna, więc w 1894 roku podjęto decyzję o jej rozwiązaniu, a obszar którym zarządzała przekształcono w Protektorat Afryki Wschodniej.